# Tarútine
|  | Aquest article tracta sobre la ciutat d'Ucraïna, anteriorment anomenada Tarutino. Si cerqueu el poble de Tarutino a la Rússia Central, vegeu «Tarutino». |

Tarútine (en ucraïnès: Тарутине; en búlgar: Tарутино, Tarutino; en romanès: Tarutino, Ancecrac; en grec: Thyratyna) és un assentament de tipus urbà al sud-oest d'Ucraïna. És la capital del districte de Tarútine (raion) de l'óblast d'Odessa i està situada a la regió històrica de Budjak al sud de Bessaràbia. Segons el cens de 2015, tenia una població estimada de 6037 habitants.